# Odílio Balbinotti
Odílio Balbinotti (Gaurama, 8 de junho de 1941) é um empresário e político brasileiro filiado ao PMDB.
Após ter sido vereador (entre 1973 e 1977) e, por duas vezes, prefeito (de 1977 a 1983 e de 1989 a 1993) de Barbosa Ferraz, exerce o cargo de deputado federal pelo Paraná desde 1995, estando atualmente no quarto mandato consecutivo.
Um dos maiores produtores de semente de soja do país, em 17 de março de 2007 abriu mão da indicação para o Ministério da Agricultura após ser massivamente noticiada na imprensa brasileira a tramitação, no Supremo Tribunal Federal, de um inquérito sigiloso, que investigava a suspeita de falsidade ideológica e de crime contra a fé pública, no qual Balbinotti era apontado como suspeito de ter forjado documentos para obter empréstimo do Banco do Brasil.